# Jorge Guzmán
Jorge Guzmán (Lima, 5 de julio de 1966) es un actor peruano de teatro y televisión. Empezó su carrera artística en el año 1987 con la obra de teatro La locura de la Sra. Bright, de Landford Wilson, bajo la dirección de Edgard Guillén.

## Filmografía

### Telenovelas
- Natacha (1990), como Antonio de Luque
- Leonela, muriendo de amor (1997)
- Gabriela (1998)
- María Emilia, querida (1999)
- María Rosa, búscame una esposa (2000)
- Latin Lover (2001)
- Besos robados (2004)
- Eva del Edén (2004)
- Nunca te diré adiós (2005)
- Tormenta de pasiones (2005)
- Un amor indomable (2007)
- Ana Cristina (2011)

### Series
- Camino a casa (2006)
- Perú campeón (2007)
- Sabrosas (2008)
- Tiro de gracia (2008)
- Tribulación (2011)
- Pulseras rojas (2015)
- Nuestra historia (2015)

### Unitarios
- Casos del corazón (1987)
- Gente como uno (2000)
- Necesito una amiga (2005)
- Los del Solar (2005)
- Cuéntame tu vida (2005)
- Condominio S. A. (2006)
- Clave uno (2.ª y 3.ª temporada, 2009, 2010)
- Terapia de pareja (2011)

### Programas cómicos
- Matatiru
- JB el imitador
- La paisana Jacinta

## Teatro
- La locura de la Sra. Bright
- El hombre de la Mancha
- El novio de mi hijo
- Bendita seas
- La sexy y el inocente
- Las mujeres nos asustan
- El ángel enterrado
- La tercera edad de la juventud (1999, 2004)
- Victoria para dos
- Una especie de ausencia
- El jardín de los cerezos

- Datos: Q5844462